# Sundance Film Festival 2003
Il Sundance Film Festival 2003 si è svolto a Park City e Salt Lake City (Utah), dal 16 al 26 gennaio 2003. L'edizione ha visto l'introduzione di una sezione internazionale dedicata al documentario, World Documentary, a fianco della già esistente World Cinema. Il film d'apertura è stato Levity di Ed Solomon, fuori concorso. Nei dieci giorni successivi  sono stati proiettati 120 lungometraggi e 82 cortometraggi dei quali 66% in pellicola e 34% in digitale. Durante la cerimonia di premiazione, trasmessa sul Sundance Channel e presentata dagli attori Steve Zahn e Maggie Gyllenhaal, American Splendor di Shari Springer Berman e Robert Pulcini ha vinto il Gran premio della giuria: Dramatic, mentre Una storia americana di Andrew Jarecki il Gran premio della giuria: Documentary.

## Programma
Il programma dell'edizione è stato annunciato il 3 e 4 dicembre 2002 (lungometraggi) e il 10 dicembre 2002 (cortometraggi); i seguenti film sono stati presentati nelle seguenti sezioni:

### Concorso:Dramatic
- All the Real Girls, regia di David Gordon Green
- American Splendor, regia di Shari Springer Berman e Robert Pulcini
- The Cooler, regia di Wayne Kramer
- Il delitto Fitzgerald (The United States of Leland), regia di Matthew Ryan Hodge
- Diventeranno famosi (Camp), regia di Todd Graff
- Dopamine, regia di Mark Decena
- The Mudge Boy, regia di Michael Burke
- Party Monster, regia di Fenton Bailey e Randy Barbato
- Piccole bugie travestite (Die Mommie Die!), regia di Mark Rucker
- Quattro Noza, regia di Joey Curtis
- Rhythm of the Saints, regia di Sarah Rogacki
- Schegge di April (Pieces of April), regia di Peter Hedges
- Station Agent (The Station Agent), regia di Tom McCarthy
- The Technical Writer, regia di Scott Saunders
- Thirteen - 13 anni (Thirteen), regia di Catherine Hardwicke
- What Alice Found, regia di A. Dean Bell

### Concorso:Documentary
- Brother Outsider: The Life of Bayard Rustin, regia di Nancy Kates e Bennett Singer
- Bukowski: Born Into This, regia di John Dullaghan
- A Certain Kind of Death, regia di Grover Babcock e Blue Hadaegh
- A Decade Under the Influence, regia di Richard LaGravenese e Ted Demme
- The Education of Gore Vidal, regia di Deborah Dickson
- The Murder of Emmett Till, regia di Stanley Nelson
- My Flesh and Blood, regia di Jonathan Karsh
- The Pill, regia di Chana Gazit e David Steward
- Robert Capa: In Love and War, regia di Anne Makepeace
- The Same River Twice, regia di Robb Moss
- State of Denial, regia di Elaine Epstein
- Stevie, regia di Steve James
- Una storia americana - Capturing the Friedmans (Capturing the Friedmans), regia di Andrew Jarecki
- Tom Dowd and the Language of Music, regia di Mark Moormann
- The Weather Underground, regia di Sam Green e Bill Siegel
- What I Want My Words to Do to You, regia di Madeleine Gavin

### World Cinema
- 28 giorni dopo (28 Days Later), regia di Danny Boyle
- 13 kaidan, regia di Masahiko Nagasawa
- AKA, regia di Duncan Roy
- Angela, regia di Roberta Torre
- Angeli ribelli (Song for a Raggy Boy), regia di Aisling Walsh
- The Baroness and the Pig, regia di Michael Mackenzie
- Benjamim, regia di Monique Gardenberg
- Bollywood Queen, regia di Jeremy Wooding
- Deadend.com, regia di S. Wyeth Clarkson
- The Death of Klinghoffer, regia di Penny Woolcock
- Fear X, regia di Nicolas Winding Refn
- Long Life, Happiness & Prosperity, regia di Mina Shum
- I lunedì al sole (Los lunes al sol), regia di Fernando León de Aranoa
- Madame Satã, regia di Karim Aïnouz
- Il mare (Hafið), regia di Baltasar Kormákur
- Mizu no onna, regia di Hidenori Sugimori
- Musikk for bryllup og begravelser, regia di Unni Straume
- Open Hearts (Elsker dig for evigt), regia di Susanne Bier
- Un oso rojo, regia di Adrián Caetano
- Piccole storie (Historias mínimas), regia di Carlos Sorín
- La ragazza delle balene (Whale Rider), regia di Niki Caro
- Shēng húo xiù, regia di Huo Jianqi
- Sognando Beckham (Bend It Like Beckham), regia di Gurinder Chadha
- Wǒ aì nǐ, regia di Zhang Yuan
- Xún qiāng, regia di Lu Chuan
- Zmey, regia di Aleksej Muradov

### World Documentary
- Balseros, regia di Josep Maria Domènech e Carlos Bosch
- The Day I'll Never Forget, regia di Kim Longinotto
- Freski, regia di Aleksandr Gutman
- Hǎo sǐ bùrú lài huózhe, regia di Weijun Chen
- Iran, sous le voile des apparences, regia di Thierry Michel
- De lutrede, regia di Jesper Jargil
- Nye scener fra Amerika, regia di Jorgen Leth
- Ônibus 174, regia di José Padilha
- La pasión de María Elena, regia di Mercedes Moncada Rodríguez
- The True Meaning Of Pictures: Shelby Lee Adams' Appalachia, regia di Jennifer Baichwal

### Anteprime
- Comandante, regia di Oliver Stone
- Confidence - La truffa perfetta (Confidence), regia di James Foley
- La doppia vita di Mahowny (Owning Mahowny), regia di Richard Kwietniowski
- Dot the I - Passione fatale (Dot the I), regia di Matthew Parkhill
- The Event, regia di Thom Fitzgerald
- Le forze del destino (It's All About Love), regia di Thomas Vinterberg
- Garage Days, regia di Alex Proyas
- Good Fences, regia di Ernest Dickerson
- In America - Il sogno che non c'era (In America), regia di Jim Sheridan
- Levity, regia di Ed Solomon
- Masked and Anonymous, regia di Larry Charles
- Northfork, regia di Michael Polish
- Off the Map, regia di Campbell Scott
- People I Know, regia di Daniel Algrant
- The Secret Lives of Dentists, regia di Alan Rudolph
- The Shape of Things, regia di Neil LaBute
- The Singing Detective, regia di Keith Gordon
- Soldier's Girl, regia di Frank Pierson

### Proiezioni speciali
- The Blues, regia di Martin Scorsese, Charles Burnett, Clint Eastwood, Mike Figgis, Marc Levin, Richard Pearce e Wim Wenders
- Pipe Dreams, regia di Enzo Mileti
- Suriyothai - Il sole e la luna (Suriyothai), regia di Chatrichalerm Yukol
- Tupac: Resurrection, regia di Lauren Lazin
- Unchained Memories: Readings from the Slave Narratives, regia di Ed Bell e Thomas Lennon

### American Showcase
- Buffalo Soldiers, regia di Gregor Jordan
- City of Ghosts, regia di Matt Dillon
- Laurel Canyon - Dritto in fondo al cuore (Laurel Canyon), regia di Lisa Cholodenko
- Long Way Home (Raising Victor Vargas), regia di Peter Sollett
- The Maldonado Miracle, regia di Salma Hayek
- Normal, regia di Jane Anderson

### American Spectrum
- The Beat, regia di Brandon Sonnier
- Bookies, regia di Mark Illsley
- Born Rich, regia di Jamie Johnson
- The Boys of 2nd Street Park, regia di Dan Klores e Ron Berger
- Civil Brand, regia di Neema Barnette
- Cry Funny Happy, regia di Sam Neave
- Detective Fiction, regia di Patrick Coyle
- A Foreign Affair, regia di Helmut Schleppi
- Love & Diane, regia di Jennifer Dworkin
- Milk + Honey, regia di Joe Maggio
- White of Winter, regia di Robert Saitzyk

### Proiezioni di mezzanotte
- Dysfunktional Family, regia di George Gallo
- Girls Will Be Girls, regia di Richard Day
- The Hebrew Hammer, regia di Jon Kesselman
- Nightstalker, regia di Chris Fisher
- Rolling Kansas, regia di Thomas Haden Church
- Spun, regia di Jonas Åkerlund
- Stoked: The Rise and Fall of Gator, regia di Helen Stickler

### Frontier

#### Lungometraggi
- Al primo soffio di vento, regia di Franco Piavoli
- Cremaster 3, regia di Matthew Barney
- An Injury to One, regia di Travis Wilkerson
- Irréversible, regia di Gaspar Noé
- Silt, regia di Keith Evans, Christian Farrell e Jeff Warrin

#### Cortometraggi
- The_future_of_human_containment, regia di Michaela Schwentner
- Going To The Ocean, regia di Matt McCormick
- In Order Not To Be Here, regia di Deborah Stratman
- Mark Set Burn, regia di Christine Khalafian
- The Perpetual Life Of Jim Albers, regia di Matt Goldman
- Rebel, regia di Lisa Barnstone
- Skelehellavision, regia di Martha Colburn
- Tooba, regia di Shirin Neshat

### Native Forum

#### Lungometraggi
- Beneath Clouds, regia di Ivan Sen
- Cradlesong, regia di Darlene Naponse
- Is the Crown at War With Us?, regia di Alanis Obomsawin
- Pikutiskaau (Mother Earth), regia di Shirley Cheechoo

#### Cortometraggi
- Admirational, regia di Shane Lee Eagle Hannigan
- Bundle In Good Standing, regia di Gabriel Whiteturkey
- Mocassin Flats, regia di Randy Redroad
- Sailing the Master Home, regia di Gilbert Salas
- Shit Skin, regia di Nicholas Boseley
- Rangimarie, regia di Puka Moeau
- Withdrawl, regia di Dax Thomas

### Sundance Collection
- Wattstax, regia di Mel Stuart (USA, 1973)

### Concorso: Cortometraggi
- 72 Virgins, regia di Uri Bar-On (Israele)
- Above & Beneath, regia di Rene Alberta
- Aqui iba el himno, regia di Sergio Umansky (Messico)
- Asylum, regia di Sandy McLeod e Gini Reticker
- At The Quinte Hotel, regia di Douglas Bensadoun (Canada)
- Autobank, regia di Matthew Ehlers
- Branson: Musicland, USA, regia di Peter Sillen
- Buffalo Common, regia di Bill Brown
- Climbing Miss Sophie, regia di Liat Dahan (Israele)
- The Clinic, regia di Jesse Terrero
- Come Nightfall, regia di Abigail Severance
- The Cutman, regia di Yon Motskin
- D.E.B.S., regia di Angela Robinson
- Devil Talk, regia di Illeana Douglas
- Downpour Resurfacing, regia di Frances Nkara
- Earthquake, regia di James Brett
- Fake Clouds, regia di Andrea Campbell
- Family Tree, regia di Vicky Jenson
- Firepussy, regia di Laurel Almerinda
- Fits & Starts, regia di Vince Di Meglio
- Five Deep Breaths, regia di Seith Mann
- Gertrudis Blues, regia di Patricia Carrillo Carrera (Messico)
- Good Night Valentino, regia di Edoardo Ballerini
- Gravel, regia di Steven Bognar
- Jer-Z Knights, regia di Dale May
- The King And Dick, regia di Scott Calonico
- Kiss And Tell, regia di Michaline Babich
- Life, Liberty & the Pursuit of Happiness, regia di Tiffany Shlain
- Little Failures, regia di John Dilley
- Live From Shiva's Dancefloor, regia di Richard Linklater
- The Long and Short of It, regia di Sean Astin
- Lucy & Ricky, regia di Jesus M. Rodriguez
- Most Directed, regia di Bobby Garabedian
- The Nazi, regia di Rod Lurie
- Neo-Noir, regia di Chase Palmer
- Night Light, regia di Eric Escobar
- A Ninja Pays Half My Rent, regia di Steven K. Tsuchida
- O Beautiful, regia di Alan Brown
- Ocularist, regia di Vance Malone
- Olivia's Puzzle, regia di Jason DaSilva (Canada)
- Openminds, regia di Joe Sedelmaier
- Pan With Us, regia di David Russo
- The Planets, regia di Francesca Talenti
- Quest to Ref, regia di Ben Watkins e Guy Guillet
- Request, regia di Jinoh Park
- Rossofango, regia di Paolo Ameli (Italia)
- Struggle, regia di Ryan Fleck
- The Support Group, regia di Daniel Milder, John Viener e Josh Weinstein
- Swallow, regia di Frank E. Flowers
- Terminal Bar, regia di Stefan Nadelman
- This Is John, regia di Jay Duplass
- Tim Tom, regia di Romain Segaud e Christel Pougeoise (Francia)
- Toy, regia di Abraham Lincoln Lim
- Tromba d'oro, regia di Patricio Serna (Messico)
- Twin Towers, regia di Bill Guttentag e Robert Port
- The Velvet Tigress, regia di Jen Sachs
- Vanessa, regia di Kevin Jerome Everson
- Whatever We Do, regia di Kevin Connolly
- Whispers, regia di Desha Dauchan
- Why Can't We Be a Family Again?, regia di Roger Weisberg e Murray Nossel
- Wilfred, regia di Tony Rogers (Australia)
- Zagati, regia di Edu Felistoque e Nereu Cerdeira

#### Animation Spotlight
- Atomic Love, regia di Michael Dante DiMartino
- Blue and Orange, regia di Mari Inukai
- Dog, regia di Suzie Templeton (Regno Unito)
- Dreamscapes, regia di Sean McBride
- The Erlking, regia di Ben Zelkowicz
- The Freak, regia di Aristomenis Tsirbas
- From the 104th Floor, regia di Serguei Bassine
- Historia del desierto, regia di Celia Galan Julve (Regno Unito)
- Jon's Day, regia di Peter Ko
- Pa, regia di Neil Goodridge (Australia)
- Parking, regia di Bill Plympton
- Set Set Spike, regia di Emily Hubley
- The Story of the Tortoise & the Hare, regia di Ray Harryhausen

## Giurie
Le seguenti persone hanno costituito le giurie delle seguenti sezioni competitive del festival:

### Dramatic
- Steve Buscemi, attore
- Emanuel Levy, critico cinematografico
- David O. Russell, regista
- Tilda Swinton, attrice
- Forest Whitaker, attore

### Documentary
- Nanette Burstein, documentarista
- Susan Froemke, documentarista
- Avon Kirkland, produttore cinematografico
- Lesli Klainberg, documentarista
- Doug Pray, documentarista

### Cortometraggi
- Thérèse DePrez, scenografa
- Scott Foundas, critico cinematografico
- Ruby Lerner, direttrice di Creative Capital

### Premio Alfred P. Sloan
- Darren Aronofsky, regista
- Lynn Hershman Leeson, artista visiva
- Alan Lightman, fisico
- Jill Sprecher, regista
- Doron Weber, direttore della fondazione Alfred P. Sloan

## Premi
Le giurie hanno assegnato i seguenti premi:

### Dramatic
- Gran premio della giuria: American Splendor, regia di Shari Springer Berman e Robert Pulcini
- Miglior regia: Catherine Hardwicke per Thirteen - 13 anni (Thirteen)
- Premio Waldo Salt per la miglior sceneggiatura: Tom McCarthy per Station Agent (The Station Agent)
- Miglior fotografia: Derek Cianfrance per Quattro Noza
- Premio speciale della giuria per la miglior interpretazione:
  - Charles Busch per Piccole bugie travestite (Die Mommy Die!)
  - Patricia Clarkson per All the Real Girls, Schegge di April (Pieces of April) e Station Agent (The Station Agent)
- Premio speciale della giuria per la verità emotiva:
  - All the Real Girls, regia di David Gordon Green
  - What Alice Found, regia di A. Dean Bell

### Documentary
- Gran premio della giuria: Una storia americana - Capturing the Friedmans (Capturing the Friedmans), regia di Andrew Jarecki
- Miglior regia: Jonathan Karsh per My Flesh and Blood
- Miglior fotografia: Dana Kupper, Gordon Quinn e Peter Gilbert per Stevie
- Premio speciale della giuria:
  - A Certain Kind of Death, regia di Blue Hadaegh e Grover Babcock
  - The Murder of Emmett Till, regia di Stanley Nelson
- Premio per la libertà d'espressione: What I Want My Words to Do to You, regia di Madeleine Gavin

### Cortometraggi
- Premio della giuria: Terminal Bar, regia di Stefan Nadelman
- Menzioni speciali:
  - Asylum, regia di Sandy McLeod e Gina Reticker
  - Earthquake, regia di James Brett
  - Fits & Starts, regia di Vince Di Meglio
  - The Freak, regia di Aristomenis Tsirbas
  - From the 104th Floor, regia di Serguei Bassine
  - Ocularist, regia di Vance Malone
  - Pan With Us, regia di David Russo
  - The Planets, regia di Francesca Talenti

### Altri
- Premio del pubblico: Dramatic · Station Agent (The Station Agent), regia di Tom McCarthy
- Premio del pubblico: Documentary · My Flesh and Blood, regia di Jonathan Karsh
- Premio del pubblico: World Cinema · La ragazza delle balene (Whale Rider), regia di Niki Caro
- Premio Alfred P. Sloan · Dopamine, regia di Mark Decena